# Alien: Isolation
Az Alien: Isolation egy 2014-es first-person shooter túlélőhorror videójáték, amely az Alien című filmsorozatból alapján készült. A videojátékot a Creative Assembly fejlesztette, és a Sega adta ki 2014. október 7-én. Később Xbox 360-ra és a PlayStation 3-ra is kiadták. 2019-ben pedig Nintendo Switch-re adták ki. A videojáték 15 évvel a Nyolcadik utas: a Halál után játszódik, melyben Ellen Ripley lányát, Amandát, kell végig vezetni, hogy megtudja, mi történt az anyjával.

## Történet

### Előzmények
A videojáték 15 évvel A nyolcadik utas: a Halál után játszódik. A Nostromó űrhajó megsemmisült, a legénységét eltűntnek nyilvánítják. Ez hatalmas kiesést hozott az egész Weyland- Yutani számára. Ezért pénzt ajánlottak fel, hogy keressék meg a hajót. A cég egyik teherhajója, az Anesidora (a kapitánya Henry Marlow) és a legénysége már régóta kutatják az eltűnt űrhajót. Viszont az űrhajó roncsát és a feketedobozát megtalálják a Zeta II Reticuli csillagrendszerben. Közben a hajó befog egy különöst jelzést az LV-426 nevű holdról. A legénység leszáll a holdra és rátalálnak egy elhagyatott hajóra (amit a Nostromó legénysége is megtalált). Bemennek, ahol rátalálnak egy értelmes faj csontvázára. Rátalálnak egy nagy raktérre, ahol furcsa tojásokat találnak. Az egyik tojásból egy arctámadó tapad rá Marlow feleségére, akit a Sevastopol Állomásra visznek. De a nő meghal és a mellkasából egy parazita lény tör ki. Ezután az egész állomáson kitör a káosz.